# Уолл, Дайана
Дайана Уолл (англ. Diana Harrison Wall; 27 декабря 1943, Дарем, Северная Каролина — 25 марта 2024) — американский эколог, почвовед, специалист по биоразнообразию почв. Член Национальной АН США (2018), доктор философии (1971), заслуженный Университетский профессор Colorado State University, где состоит профессором с 1993 года, научный руководитель Global Soil Biodiversity Initiative. Удостоена премии Тайлера (2013) и других отличий.

## Биография
Окончила Кентуккийский университет (бакалавр биологии) и там же в 1971 году получила степень доктора философии по патологии растений.
В 1970—1972 годах работала в г. Мобиле (Алабама).
В 1972—1975 и 1976—1993 годах — на кафедре нематологии Калифорнийского университета в Риверсайде, где прошла путь до полного профессора.
В 1975—1976 годах — в Университет штата Калифорния. С 1993 года — профессор Colorado State University, с 2009 года — заслуженный Университетский профессор.
В 1999—2000 годах — президент Экологического общества Америки, в 1993 году — American Institute of Biological Sciences, в 1983—1984 годах — Общества нематологов. Член Американской академии искусств и наук (2014), фелло Общества нематологов (1995), Американской ассоциации содействия развитию науки (1998) и Экологического общества Америки (2012), почётный член Британского экологического общества (2016). В 2017 году принята в Калифорнийскую АН. Более четверти века проводила исследования в Антарктике (с 1989), где в 2014 году её имя получила Wall Valley.
Умерла 25 марта 2024 года.

## Награды и отличия
- Медаль «За службу в Антарктике» (1990)
- Soil Ecology Society Professional Achievement Award (2003)
- Почётный доктор нидерландского Утрехтского университета (2006)
- Golden Beaker Award (2008)
- SCAR (Scientific Committee on Antarctic Research[англ.]) President’s Medal for Excellence in Antarctic Research (2012)
- Mines Medal, South Dakota School of Mines and Technology[англ.] (2012)
- Soil Science Society of America[англ.] Presidential Award (2013)
- Премия Тайлера (2013)
- Введена в Colorado Women's Hall of Fame[англ.] (2014)
- Улиссовская медаль (2015), высшее отличие Университетского колледжа Дублина[12]
- Eminent Ecologist Award[англ.] Экологического общества Америки (2017)[13]
- Highly Cited Researcher, Web of Science (2018)[14]